# الحروب الفارسية اليونانية
الحروب اليونانية الفارسية (بالفارسية: جنگ‌های ایران و یونان) هي حروب بين الإمبراطورية الأخمينية والدويلات اليونانية بدأت في عام 499 ق.م وانتهت في 449 ق.م. بدأ الصراع بين اليونانيون والفرس عندما احتل كورش الكبير منطقة إيونية اليونانية عام 547 ق.م. عانى الفرس في السيطرة على سكان إيونية ذوي النزعة الاستقلالية فعينوا عدة طغاة ليحكموا المدن في المنطقة، مما شكل مشاكل كثيرة لليونانيين والفرس على حد سواء.
في عام 499 ق.م، بدأ أريستاغوراس طاغي ميليتوس حملة عسكرية لغزو جزيرة ناكسوس بدعم فارسي. لكن الحملة فشلت وقبل إقالة أريستاغوراس، حرض منطقة آسيا الصغرى تحت الحكم الهيلينستي إلى تمرد ضد الفرس. كانت هذه بداية الثورة الإيونية التي استمرت حتى 493 ق.م وجرت عدة مناطق في آسيا الصغرى إلى النزاع. حصل أريستاغوراس على دعم عسكري من أثينا وإريتريا، وفي 498 ق.م، استولت هذه القوات اليونانيه على عاصمة الفرس في المنطقة سارد وحرقتها. تعهد دارا الأول ملك الفرس آنذاك بحصوله على الانتقام من أثينا وإريتريا. تواصلت الثورة بخسائر فادحة لكلا الطرفين حتى 495 ق.م. في 494 ق.م، أعاد الفرس تنظيم أنفسهم وهاجموا مركز الثورة في ميليتوس. عانى الإيونيون من خسائر حاسمة في معركة لادة وخسروا التمرد.
بدأ داريوس حملة لغزو اليونان لمعاقبة أثينا وإريتريا لحرق سارد من جهة، وضمان أمن إمبراطورتيه من تمرد اليونانيون مرة ثانية من جهة أخرى. بدأ الغزو الفارسي الأول لليونان عام 492 ق.م حين استولى ماردونيوس على تراقيا ومقدونيا. بعد ذلك، حصلت عدة حوادث لحملته أجبرته على إنهاء حملته. في عام 490 ق.م، أرسل الفرس قوات جديدة إلى اليونان عبر بحر إيجة بقيادة داتيس وأرتافيرنيس. نجحت هذه الحملة في إخضاع كيكلادس ومحاصرة وإخضاع إريتريا. بعد ذلك، اتجهت الأنظار إلى أثينا ولكن عانى الفرس خسارة كاسحة على يد الأثينيين في معركة ماراثون منهية بذلك الهيمنة الفارسية.
خطط داريوس مرة جديدة للاستيلاء على اليونان ولكنه مات عام 486 ق.م. تحمل ابن داريوس خشايارشا مسؤولية غزو اليونان بعد موت أبيه، وقاد بنفسه الغزو الفارسي الثاني لليونان. بعد فوز الفرس في معركة ترموبيل على الدويلات اليونانية، أحرقوا مدينة أثينا التي هجرها سكانها واستولوا على معظم أراضي اليونان. لكن في محاولتهم لتدمير الأسطول اليوناني، عانى الفرس من خسارة فادحة في معركة سالاميس. بعد ذلك، هاجم اتحاد الدويلات اليونانية الفرس هزموا الجيش الفارسي في معركة بلاتيا وانتهى الغزو الفارسي.
توالت انتصارات اليونانيون المتحالفون ودمروا ما تبقى من الأسطول الفارسي في معركة ميكالي قبل أن يقوموا بطرد ما تبقى من الفرس من بيزنطة وسيستوس. خلال حصار بيزنطة، قام الجنرال باوسانياس بعدة أفعال أدت إلى حصول فراغ بين الدويلات اليونانية وإسبرطة، ولذلك نشأ تحالف جديد تحت قيادة أثينية تولى مهمة محاربة الفرس عرف باسم الاتحاد الديلي. تابع الاتحاد الديلي حملاته ضد بلاد فارس لثلاثة عقود، بدءاً بالقضاء على الحصون الفارسية في أوروبا. انتصر التحالف خلال معركة يوريميدون عام 466 ق.م، واستعادوا السيطرة على مدن إيونيا. بعد انتصارات عدة، عانى الاتحاد من خسارة فادحة عندما شارك في ثورة مصرية عام 460 ق.م أدت إلى إيقاف حملاته. أرسل الاتحاد بعثة أخيرة تمثلت في أسطول إلى قبرص لم تعط نتيجة، وعندما انسحب الاتحاد من قبرص انتهت الحروب اليونانية الفارسية. تشير بعض المصادر إلى معاهدة سلام بين فارس وأثينا أدت إلى إنهاء العداء بينهما عرفت باسم سلام كالياس.

## أول غزو لليونان (492-490 قبل الميلاد)
بعد أن استعاد الفرس إيونية، بدأوا في التخطيط لتحركاتهم التالية لإخماد التهديد الذي تتعرض له إمبراطوريتهم من اليونان، ومعاقبة أثينا وإريتريا. تألف الغزو الفارسي اليوناني الأول من حملتين رئيسيتين.

### 492 ق.م: حملة ماردونيوس
قاد الحملة الأولى، في عام 492 قبل الميلاد، صهر داريوس ماردونيوس، الذي أعاد إخضاع تراقيا، التي كانت شكليًا جزءًا من الإمبراطورية الفارسية منذ 513 قبل الميلاد. تمكن ماردونيوس أيضًا من إجبار مقدونيا على أن تصبح مملكة تابعة بالكامل لبلاد فارس، كانت في السابق إقطاعية، لكنها احتفظت بدرجة واسعة من الحكم الذاتي. لكن أسطول ماردونيوس تحطم جراء عاصفة قبالة ساحل جبل آثوس، مما حال دون المزيد من التقدم في هذه الحملة. ثم أغارت قبيلة تراقيّة على معسكر ماردونيوس وتعرض للإصابة، وبعد ذلك عاد مع بقية الحملة إلى آسيا.
في العام التالي، بعد أن أعطى تحذيرًا واضحًا لخططه، أرسل داريوس السفراء إلى جميع مدن اليونان، مطالبًا إياهم بالخضوع. حصل على ما أراده من جميعهم تقريبًا، باستثناء أثينا وأسبرطة، اللتان أعدمتا السفراء بدلًا من ذلك. أمر داريوس بشن حملة عسكرية أخرى في العام التالي، مع استمرار أثينا في التحدي، ولأن أسبرطة كانت في حالة حرب معه فعليًا.

### 490 قبل الميلاد: حملة داتيس وتافرنس
في عام 490 قبل الميلاد أعطي داتيس وتافرنس (ابن الساتراب تافرنس) قيادة قوة غزو برمائية، وأبحرا من قيليقية. أبحرت القوة الفارسية أولًا إلى جزيرة رودس، حيث سجل تاريخ معبد لينديان أن داتيس حاصر مدينة ليندوس، لكنه لم ينجح. أبحر الأسطول بجانب ناكسوس، لمعاقبة الناكسوسين على مقاومتهم للحملة الفاشلة التي قام بها الفرس هناك قبل عقد من الزمن. هرب العديد من السكان إلى الجبال، أما أولئك الذين قبض عليهم الفرس استعبدوهم. ثم أحرق الفرس مدينة ومعابد ناكسينس. ثم انتقل الأسطول إلى الجزر عبر بحر إيجه في طريقه إلى إريتريا، مع أخذ الرهائن والقوات من كل جزيرة.
أبحرت القوة الخاصة إلى وابية، وإلى الهدف الرئيسي الأول، إريتريا. ولم يبذل الإريتريون أي محاولة لمنع الفرس من الإنزال أو التقدم وبالتالي سمحوا بمحاصرة أنفسهم. لمدة ستة أيام، هاجم الفرس الجدران، مع خسائر من الجانبين، لكن في اليوم السابع، فتح إريتريان مرموقان بوابات المدينة للفرس وخانوها. دُمرت المدينة ونُهبت وحُرقت المعابد والأضرحة. علاوة على ذلك، وفقًا لأوامر داريوس، استعبد الفرس جميع سكان البلدة المتبقين.

#### معركة ماراثون
بعد ذلك اتجه الأسطول الفارسي جنوبًا على ساحل أتيكا، ونزلت القوات في خليج ماراثون، على بعد نحو 40 كيلومترًا (25 ميلًا) من أثينا. بتوجيه من ملتيادس، الجنرال ذو الخبرة الأكبر في محاربة الفرس، سار الجيش الأثيني لإغلاق المخرجين من سهل ماراثون. تلا ذلك حالة من الجمود لمدة خمسة أيام، قبل أن يقرر الفرس الاستمرار في التقدم إلى أثينا، وبدأوا في إعادة تحميل قواتهم على السفن. بعد أن حمّل الفرس فرسانهم (أقوى جنودهم) على السفن، نزل الجنود الأثينيون البالغ عددهم 10,000 جندي من التلال المحيطة بالسهل. سحق اليونانيون جنود المشاة الأضعف من خلال توجيه الأجنحة قبل أن يتجهوا نحو وسط الخط الفارسي. هربت فلول الجيش الفارسي إلى سفنهم وغادروا المعركة.  سجل هيرودوت أنه أحصى 6400 جثة فارسية في ساحة المعركة، وفقد الأثينيون 192 رجلًا فقط.
بمجرد أن أبحر الناجون الفارسيون في البحر، سار الأثينيون بأسرع ما يمكن إلى أثينا. وصلوا في الوقت المناسب لمنع تافرنس من تأمين إنزال في أثينا. نظرًا لضياع فرصته، أنهى تافرنس حملة العام وعاد إلى آسيا.
كانت معركة ماراثون نقطة تحول في الحروب اليونانية الفارسية، فقد أظهرت لليونانيين أنه يمكن هزيمة الفرس. وسلطت الضوء على تفوق الهوبليت اليونانيين المدججين بالسلاح، وأظهرت إمكاناتهم عند استخدامها بحكمة.

## فترة ما بين الحربين (490 - 480 قبل الميلاد)
بعد فشل الغزو الأول، بدأ داريوس في تشكيل جيش جديد ضخم وكان ينوي إخضاع اليونان بالكامل. لكن في عام 486 قبل الميلاد، ثار رعاياه المصريون، وأجبرته الثورة على تأجيل أي بعثة يونانية إلى أجل غير مسمى. توفي داريوس أثناء استعداده للزحف إلى مصر، وانتقل عرش بلاد فارس إلى ابنه خشايارشا الأول. سحق خشايارشا الثورة المصرية، وسرعان ما استأنف الاستعدادات لغزو اليونان. نظرًا لأن هذا الغزو كان غزوًا واسع النطاق، فقد احتاج إلى تخطيط طويل الأمد، وتخزين، وتجنيد. قرر خشايارشا مد جسر عبر مضيق هيليسبونت للسماح لجيشه بالعبور إلى أوروبا، وأنه يجب حفر قناة عبر مضيق جبل آثوس (دُمر الأسطول الفارسي في عام 492 قبل الميلاد أثناء تقريب هذا الخط الساحلي). تجاوزت قدرات المشروعين قدرات أي دولة معاصرة واعتبِرا طموحًا استثنائيًا. ومع ذلك، تأخرت الحملة لمدة عام بسبب ثورة أخرى في مصر وبابل.
تعاطفت العديد من المدن اليونانية مع الفرس، بما في ذلك آرغوس، التي تعهدت بالانشقاق عند وصول الفرس إلى حدودهم. رأت عائلة إلودي، التي حكمت لاريسا في ثيسالي، في الغزو فرصة لتوسيع قوتها. اشتبه أن ثيفا، وإن لم يكن «مدزينغ» صريحًا، مستعدة لمساعدة الفرس بمجرد وصول قوة الغزو.
في 481 قبل الميلاد، بعد ما يقرب من أربع سنوات من الإعداد، بدأ خشايارشا في حشد القوات لغزو أوروبا. وقدم هيرودوت أسماء 46 دولة جُلبت منها القوات. جُمع الجيش الفارسي في آسيا الصغرى في صيف وخريف 481 قبل الميلاد. جُمعت الجيوش من المقاطعات الشرقية في كريتال، كابادوكيا، وكانت بقيادة خشايارشا إلى سارد وهناك قضوا الشتاء. في وقت مبكر من الربيع، انتقل إلى أبيدوس حيث انضم إلى جيوش المقاطعات الغربية. ثم سار الجيش الذي جمعه خشايارشا باتجاه أوروبا، وعبروا هيليسبونت على جسرين عائمين.

### حجم القوات الفارسية
كانت أعداد القوات التي جمعها خشايارشا للغزو الثاني لليونان موضوع نزاع لا نهاية له. يرفض معظم العلماء الحديثين الأرقام (2.5 مليون) التي قدمها هيرودوت والمصادر القديمة الأخرى لأن المنتصرين غالبًا ما يخطؤون التقدير أو يبالغون. نوقش الموضوع بحرارة، لكن الإجماع دار حول الرقم 200,000.
أيضًا حجم الأسطول الفارسي متنازع عليه، وإن كان أقل من ذلك. يتفق المؤلفون القدامى الآخرون مع عدد هيرودوت وهو 1207. هذه الأرقام هي حسب المعايير القديمة بما يتفق عليها، وهذا يمكن تفسيره أن الرقم نحو 1200 صحيح. قبل بعض العلماء الحديثين هذا الرقم على الرغم من أنه يجب أن يكون أقل من معركة سلاميس. وهناك أعمال أخرى حديثة عن الحروب الفارسية ترفض هذا العدد، وتعتبر 1207 يشير  إلى الأسطول اليوناني الموحد في الإلياذة. تدعي هذه الأعمال عمومًا أن الفرس كان بإمكانهم إطلاق أكثر من 600 سفينة حربية في بحر إيجه.

### دويلات اليونان

#### أثينا
بعد عام من ماراثون، ملتيادس، بطل ماراثون، أصيب في حملة عسكرية إلى باروس. واستغلالًا لعجزه، رتبت أسرة ألكميونيد القوية لمحاكمته على فشل الحملة. فُرضت غرامة ضخمة على ملتيادس لجريمة «خداع الشعب الأثيني»، لكنه توفي بعد أسابيع من إصابته.

## مصادر

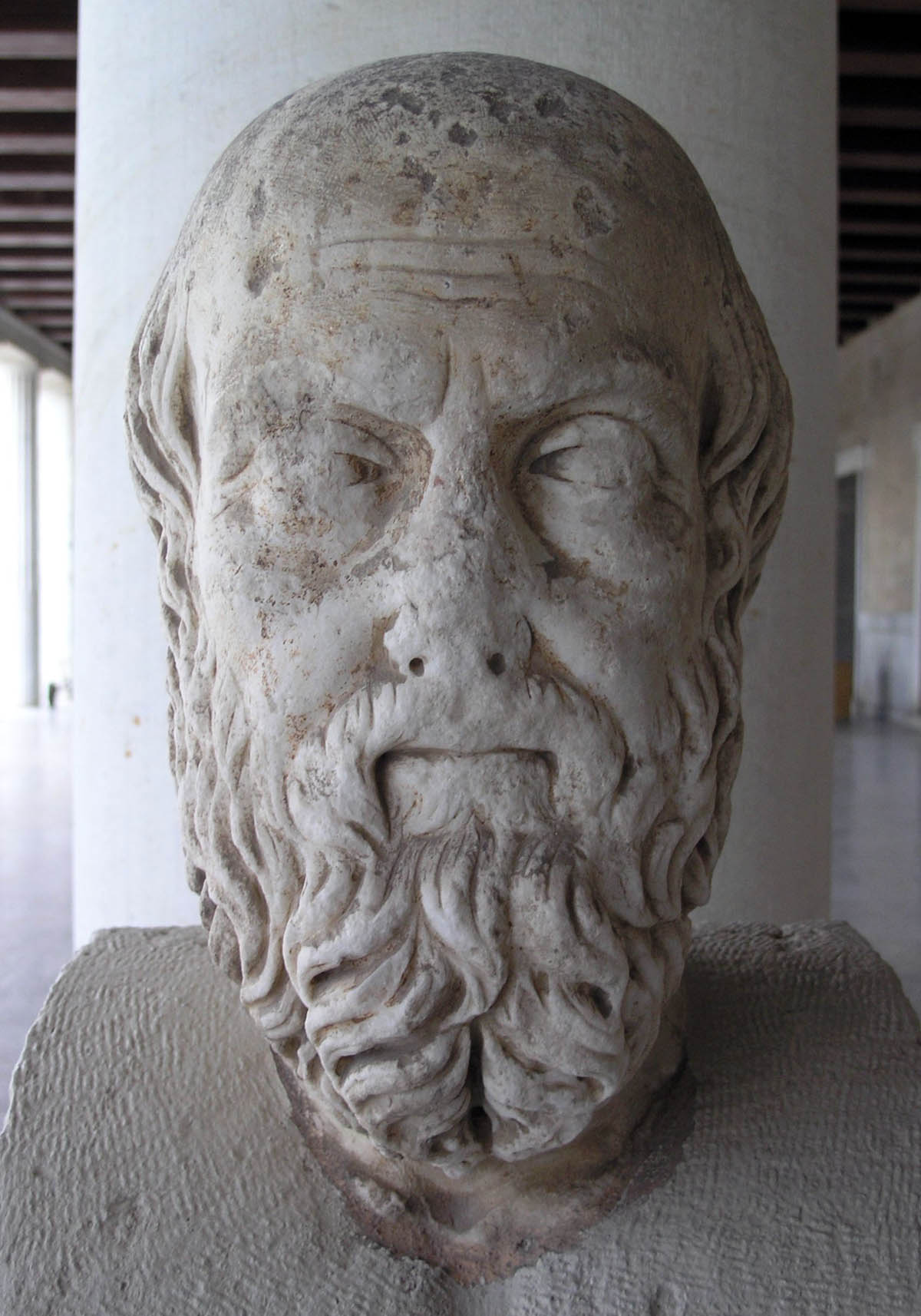
هيرودوت، المصدر الأساسي للحرب

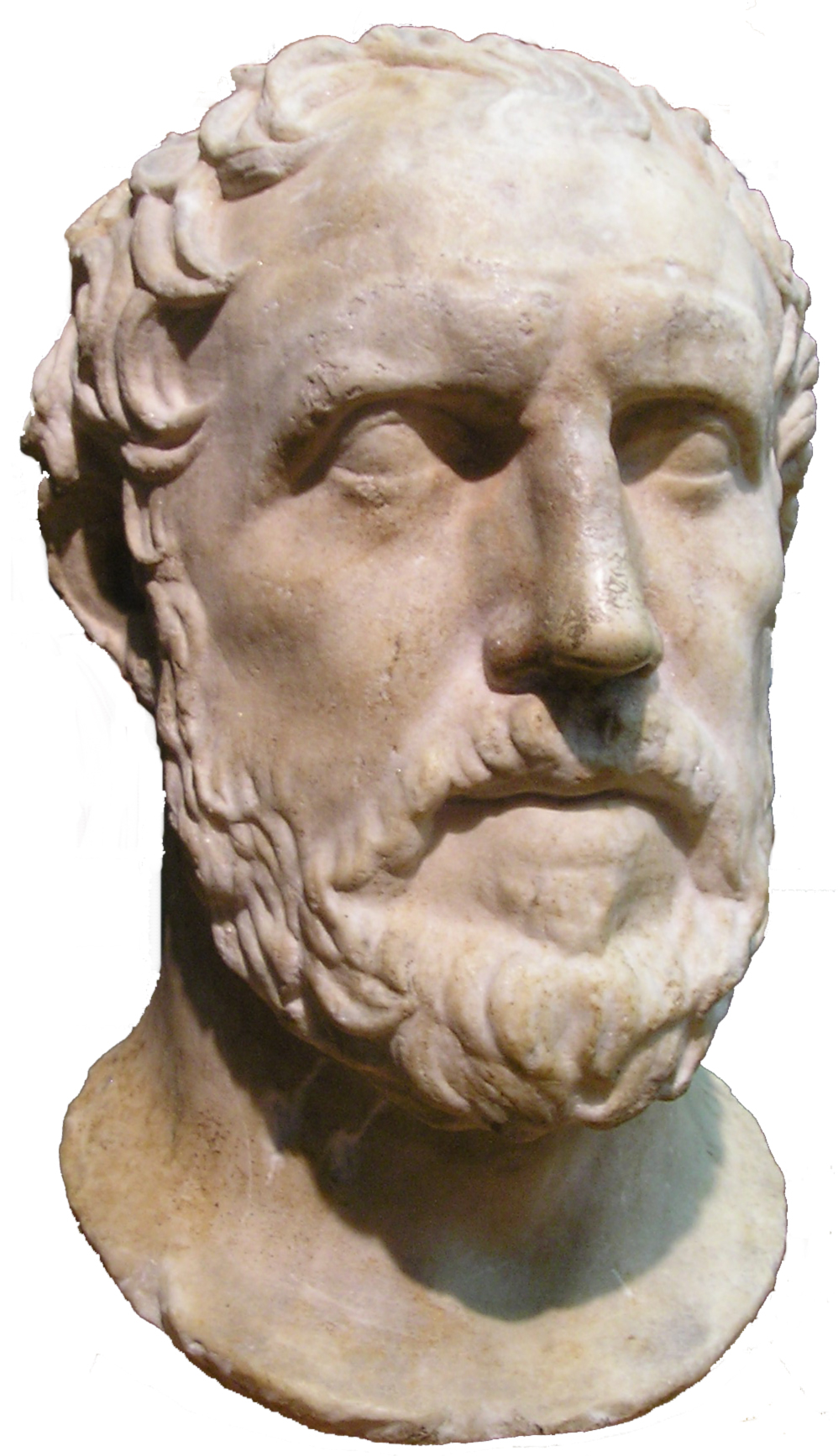
ثوسيديديس